# La Mort en rêve
Pour plus de détails, voir Fiche technique et Distribution.
La Mort en rêve (The Reincarnation of Peter Proud) est un film américain réalisé par J. Lee Thompson, sorti en 1975.

## Synopsis
Un professeur de collège de Californie,  Peter Proud, est sujet à des cauchemars récurrents. Il voit ainsi régulièrement un homme nageant nu dans un lac et se faisant frapper à mort par une femme depuis une barque. Avant de mourir, l'homme crie à plusieurs reprises, "Marcia, ne fais pas ça!". Apparaissent également de manière récurrente des bribes de paysage urbain : Pont, église, ainsi qu'un couple se promenant dans une Cord 810 cabriolet.
Proud est complètement  hanté par ses rêves et cherche le traitement médical qui pourrait l'en délivrer. Il fait ainsi appel à un "laboratoire de sommeil" qui tente en vain de reproduire les fameux rêves pour en déterminer le sens; mais tout se passe comme si Proud avait réellement vécu ce qu'il rêve. Un soir, en regardant la télévision, plusieurs de ses "visions" apparaissent dans un documentaire local  intitulé "le Visage Changeant de l'Amérique". Proud reconnait le pont et l'église qui meublent ses rêves et apprend par la station de télévision que le film a été tourné dans le Massachusetts. Avec sa petite amie Nora il décide de s'y rendre pour comprendre pourquoi des paysages d'un État où il n'est jamais allé peuvent apparaître aussi fidèlement dans ses rêves. La quête est longue et laborieuse  jusqu'à ce qu'ils arrivent à Springfield, où Proud reconnait soudain le pont, l'église, la statue du Puritain et d'autres monuments et sites de la ville. Mais Nora finit par se lasser de cette recherche inconséquente et décide de rentrer en Californie. Se sentant tout prêt du but, Peter continue seul et au fil de ses recherches, il finit par localiser une certaine Marcia Curtis, qu'il identifie comme la tueuse mystérieuse de ses cauchemars, bien que paraissant plus âgée d'une trentaine d'années. Ne voulant l'aborder directement, il approche sa fille Ann en s'inscrivant dans son club de tennis. Les deux jeunes gens sympathisent très rapidement et Ann manifeste le désir de présenter Peter à sa mère.
Le premier contact est glacial ; Marcia éprouve un fort sentiment de malaise vis-à-vis du nouveau compagnon de sa  fille qui semble très bien connaître sa vie et dont elle cerne mal les motivations. Ann et Peter tombent finalement amoureux, mais Peter ne peut se résoudre à succomber aux charmes de celle qui est d'une certaine façon sa propre fille. Car il a enfin compris qu'il fut dans une autre vie Jeffrey Curtis, être cupide, méprisant et frivole que son épouse Marcia finit par tuer de délaissement amoureux. Entretemps, Peter Proud remarque que lorsqu'il vit une scène réelle ou revoit un monument, ceux-ci disparaissent de ses rêves.
Ne lui reste plus que la vision de l'assassinat dans le lac qu'au cours d'une sieste, il revit à moitié éveillé devant Marcia. Celle-ci réalise enfin qu'elle a affaire à son ex-mari réincarné.  Peter se rend compte qu'en ayant reconstitué ou visité les lieux de ses visions, elles semblent avoir cessé de le hanter. La vision lacustre du meurtre de Jeff est sa dernière à être conquise. Attiré par le lac où Jeff est mort des années auparavant, Peter entre dans l'eau, espérant se libérer de la vision. Dans l'eau, Marcia s'approche de lui dans le même bateau lorsqu'elle avait assassinée Jeff il y a des années, brandissant maintenant un pistolet sur Peter. S'adressant à Peter comme Jeff, Marcia demande pourquoi il est revenu la tourmenter et l'accuse d'inceste avec Ann. Lorsque Peter essaie de monter dans le bateau, Marcia le tue. Elle regarde son corps couler au fond du lac.

## Fiche technique
- Titre :  La Mort en rêve
- Titre original : The Reincarnation of Peter Proud
- Réalisateur : J. Lee Thompson
- Scénario : Max Ehrlich d'après son roman The Reincarnation of Peter Proud
- Musique : Jerry Goldsmith
- Producteurs : Charles A. Pratt, Frank P. Rosenberg
- Société de production : Bing Crosby Productions, Cinerama Productions Corp.
- Directeur de la photographie : Victor J. Kemper
- Monteur : Michael F. Anderson
- Durée : 105 minutes
- Couleur : Technicolor
- Genre : Horreur
- Dates de sortie :
  - États-Unis : 25 avril 1975
  - France : 17 mars 1976 (Diffusé dans certaines salles sous le titre La réincarnation de Peter Proud)

## Distribution
- Michael Sarrazin : Peter Proud
- Jennifer O'Neill : Ann Curtis
- Margot Kidder : Marcia Curtis
- Cornelia Sharpe : Nora Hayes
- Paul Hecht : Dr. Samuel Goodman
- Tony Stephano : Jeff Curtis
- Norman Burton : Dr. Frederick Spear
- Anne Ives : Ellen Curtis
- Debralee Scott : Suzy
- Steve Franken : Dr. Charles Crennis
- Fred Stuthman : Pop Johnson
- Lester Fletcher : Car Salesman
- Paul Nevens : Room Clerk
- Breanna Benjamin : Miss Hagerson
- Addison Powell : Reeves
- Phillip Clark : Number Five
- Gene Boland : Charlie